# Ready Jet Go!
Ready Jet Go! est une série télévisée d'animation américano-canadienne créée par Craig Bartlett, diffusée depuis le 15 février 2016 sur PBS Kids.
Cette série est inédite dans tous les pays francophones.

## Synopsis
Jet Propulsion et sa famille sont de la planète fictive Bortron 7 qui tourne autour d'une naine rouge appelée Bortron. Ils vivent à Boxwood Terrace à Washington, où ils étudient les coutumes humaines et les environnements terrestres pour un guide de voyage. Jet s'est lié d'amitié avec des enfants du quartier, notamment Sydney, Mindy et Sean, dont les parents travaillent au Deep Space Array situé à proximité. La voiture des Propulsions se transforme en soucoupe volante, qu'ils utilisent fréquemment pour emmener les enfants plus âgés dans l'espace. Leurs identités extraterrestres sont connues de Sean, Mindy et Sydney, mais ils font autrement des efforts pour cacher leur origine. Au début de juin 2016, on ne sait pas si quelqu'un d'autre sait qui ils sont vraiment.
À la fin de chaque épisode, la scientifique Amy Mainzer (également appelée astronome Amy) anime des segments interstitiels éducatifs: les segments ne sont pas inclus dans la version d'exportation.